# North Coker
North Coker – osada w Anglii, w hrabstwie Somerset. Leży 3,6 km od miasta Yeovil, 32 km od miasta Taunton i 192,2 km od Londynu. W 2016 miejscowość liczyła 727 mieszkańców.